# رمزا زخريا
رمزا زخريا إعلامية لبنانية تعمل منذ 12 عاماً في مجال تقديم الأخبار السياسية والاقتصادية إضافة إلى البرامج الحوارية 

## البداية
بدأت رمزا زخريا عملها الصحفي في تلفزيون لبنان كمذيعة أخبار سياسية ومقدمة برنامج «مشوار» ثم انتقلت للعمل في شبكة راديو وتلفزيون العرب ART حيث قدمت برنامج حواري حمل اسم «من بيروت» ثم انتقلت للعمل في قناة الحرة الإخبارية كمعدة ومقدمة ضمن برنامج اليوم ثم انتقلت للعمل لقناة MTV اللبنانية انتقلت بعدها إلى قناة آسيا الإخبارية حيث أدارت قسم الأخبار الاقتصادية وقامت بتقديم نشرات الأخبار الاقتصادية وبرنامج سياسي اقتصادي بعنوان موارد

## الحياة المهنية
تعمل رمزا زخريا حالياً مقدمة للأخبار الاقتصادية في سكاي نيوز عربية وتعد وتقدم برنامج مساحات الأسبوعي الذي تتناول فيه قضايا الإسكان في الوطن العربي والبرامج والخطط التي تنفذها الحكومات لتوفير مساكن ملائمة لمواطنيها.